# Martha Osorio
Martha Luisa Osorio (Bucaramanga; 1964) es una actriz colombiana, reconocida por haber participado en memorables telenovelas como El Último Beso, Pedro el escamoso, La guerra de las Rosas y El baile de la vida. Estuvo casada durante 15 años con el libretista Dago García y tuvo dos hijas con él: Sara y Juanita.

## Trayectoria
Luego de haber estado algo de tiempo en la televisión colombiana, Martha viajó a Nueva York recomendada por el director Jorge Alí Triana, poco después de tener a su primera hija, Juana. Su estadía en la capital del mundo duró nueve meses y cuando regresó a su país natal, su carrera despegó de verdad. Fue con el pequeño personaje en la telenovela "El Último Beso" que se hizo reconocer como la verdadera actriz que era. Según la propia Martha, desde ahí no ha dejado de actuar. Su siguiente papel importante lo obtuvo en la película colombiana "Águilas no cazan moscas", de la mano del director Sergio Cabrera. A esta producción cinematográfica le siguió la miniserie "Ifigenia" donde trabajó nuevamente con Sergio Cabrera. Para el año de 1996 ya era reconocida en los medios y Caracol Televisión la llamó para participar en su próxima telenovela, "La sombra del deseo", protagonizada por Amparo Grisales y Omar Fierro. Sin duda alguna, la teleserie que la catapultó a la fama completa fue La guerra de las Rosas, en la que actuó junto a Catherine Siachoque, Luigi Aycardi y Natalia Betancourt. A esta producción le siguió el filme "Los niños invisibles", dirigida por Lisandro Duque Naranjo y las exitosas telenovelas "Pedro el escamoso" y "El baile de la vida", en esta última le otorgaron el papel de la villana principal. Su más reciente participación fue en la serie de televisión "Tres Caínes" del Canal RCN. Tuvo una memorable participación en el filme estadounidense "Vertical Living Made Easy" en el año 2008.

## Filmografía
| Año     | Producción                           | Personaje              | Notas                  | Canal              |
| ------- | ------------------------------------ | ---------------------- | ---------------------- | ------------------ |
| 1991    | Cuando quiero llorar no lloro        |                        | Figurante              | RTI Televisión     |
| 1992    | La mujer doble                       | Sor Teresa             | Reparto                | Caracol Televisión |
| 1993    | El Último Beso                       |                        | Reparto                | Caracol Televisión |
| 1994    | Ifigenia                             |                        | Reparto                | Caracol Televisión |
| 1996    | La sombra del deseo                  |                        | Reparto                | Caracol Televisión |
| 1997/99 | Juliana, ¡qué mala eres!             | Perla                  | Reparto                | Caracol Televisión |
| 1999    | Un mundo para Julius                 |                        | Reparto                | Caracol Televisión |
| 1999    | La guerra de las Rosas               | Amparo de Rojas        | Coprotagonista         | Caracol Televisión |
| 2001    | Pedro el escamoso                    | Ana Dávila             | Coprotagonista         | Caracol Televisión |
| 2005    | El baile de la vida                  | Gloria Angarita        | Antagonista principal  | Caracol Televisión |
| 2013    | Tres Caínes                          | Luz Marina Gil         | Participación Especial | RCN Televisión     |
| 2017    | Polvo carnavalero                    | Bárbara Grimaldi Gómez | Reparto                | Caracol Televisión |
| 2020    | La reina de Indias y el conquistador | Madre Lola             | Reparto                | Caracol Televisión |
| 2022    | Las Villamizar                       | Sor Teresa             | Reparto                | Caracol Televisión |

| Año  | Título                    | Personaje            | Director               | Notas                   |
| ---- | ------------------------- | -------------------- | ---------------------- | ----------------------- |
| 1994 | Águilas no cazan moscas   | Hermana Margarita    | Sergio Cabrera         | Reparto                 |
| 2001 | Los Niños Invisibles      | La Madre de Fernando | Lisandro Duque Naranjo | Reparto                 |
| 2008 | Vertical Living Made Easy | Sophia               | Kris Cheppaikode       | Película estadounidense |